# In a Beautiful Place Out in the Country
In a Beautiful Place Out in the Country е мини албум издаден от шотландската електронна група Boards of Canada на 27 ноември 2000 чрез лейбъла Warp Records, запълвайки празнотата между двата студийни албума „Music Has the Right to Children“ и „Geogaddi“.
Цялостната концепция на албума клони към провинцията и природата. По повод природната тематика на албума винилът е издаден в небесно синьо. В албума има няколко препратки към сектантското движение Branch Davidians, отделило се от голямото семейство на Църквата на адвентистите от седмия ден. Заглавието на втората песен Amo Bishop Roden е името на известен представител на тази секта. Третата песен от мини албума е намек за месторазположението на град Уейко, известен някога като база на тази секта и като мястото, където се е развила кървавата междуособица между членове на сектата и ФБР. Името на тази песен е цитат от изказване на споменатия епископ Роудън. В книжката към албума е включена снимка на Дейвид Кореш, водач на това локално адвентско поделение и главен отговорник за гибелта на 76 члена на движението през 1993.

## Песни
1. „Kid for Today“ – 6:23
2. „Amo Bishop Roden“ – 6:16
3. „In a Beautiful Place Out in the Country“ – 6:07
4. „Zoetrope“ – 5:18